# گورنگا نویا
گورنگا نویا (به صربی: Gornja Nevlja) یک روستا در صربستان است که در دیمیتروگراد واقع شده‌است. گورنگا نویا ۴۰ نفر جمعیت دارد.